# Valentin Eibes
Valentin Eibes (* 26. Dezember 1897 in Saarbrücken; † 18. Mai 1964 in Ziegenhain) war ein deutscher Politiker der NSDAP.

## Leben
Valentin Eibes besuchte die Volksschule in Morbach und arbeitete anschließend im elterlichen landwirtschaftlichen Betrieb. Von 1916 bis 1918 nahm er bis zu einer Verwundung im Sommer 1918 am Ersten Weltkrieg teil. Anschließend arbeitete er bei der Deutschen Reichsbahn, wo er bis zum Ober-Gütervorsteher aufstieg.
Zum 1. Oktober 1930 trat er der NSDAP bei (Mitgliedsnummer 323.707) und wurde Ortsgruppenleiter von Perl, Nennig und Besch. Im Juni 1931 wurde er zum Kreisleiter von Saarburg ernannt, ein Amt, das er bis 1945 ausübte. 1932 wurde er Mitglied des Preußischen Landtags. Im November 1933, März 1936 und April 1938 wurde er für den Reichstag vorgeschlagen, ohne jedoch ein Mandat zu erhalten.
Vom 12. Januar 1934 bis Kriegsende war er Amtsbürgermeister von Saarburg. Als Saarburg besetzt wurde, war er für fünf Tage Landrat von Birkenfeld. Anschließend setzte er sich in das Ruhrgebiet ab, wo er zunächst unter falschem Namen lebte, bis er 1946 von den Briten verhaftet wurde. 1947 wurde er in das Internierungslager Dachau verlegt, danach 1948 nach Garmisch. Anschließend wurde er nach Luxemburg ausgeliefert, wo ihm der Prozess als Kriegsverbrecher gemacht werden sollte. Er wurde jedoch wegen Krankheit aus der Haft entlassen und ließ sich in Obergrenzebach nieder.
1950 wurde ein Strafverfahren wegen Verbrechen gegen die Menschlichkeit eingeleitet. Eibes hatte federführend an der Reichskristallnacht teilgenommen. Wegen Prozessunfähigkeit wurde das Verfahren jedoch vorläufig eingestellt. Bis zu seinem Tod 1964 wurde Eibes jährlich auf Prozessfähigkeit untersucht, er blieb jedoch reise- und verhandlungsunfähig.